# Yolanda Ruiz
Yolanda Ruiz Ceballos (San Juan de Pasto, 2 de noviembre de 1964) es una periodista colombiana, egresada de la Universidad Externado de Colombia, galardonada con el premio Simón Bolívar en 1987 y 2008, premiada por la Asociación de Periodismo de Cronistas del Espectáculo como mejor presentadora de noticias en 1996, recibió también el Premio Tv y Novelas como mejor presentadora de noticias en 1998. 
Ha trabajado en emisoras de radio como Todelar,  RCN Radio y Caracol Radio; en medios escritos ejerció como jefe de redacción de la Revista Cromos, y en televisión trabajó como presentadora del Noticiero Nacional, En Vivo 9:30.

## Historia
Inició su actividad en los medios en RCN Radio, luego pasó a Todelar, trabajado como reportera con Edgar Artunduaga. De esta época se destaca la entrevista que realizó al capo del narcotráfico, Pablo Escobar
Posteriormente trabajó como Jefe de Redacción de la Revista Cromos. En televisión trabajó como presentadora del Noticiero Nacional (Cadena Uno: 1990 a 1997), de En Vivo 9:30 (Canal A: 1998 y 1999), y Directora de RCN Noticias. Luego, en Caracol Radio, trabajó como Directora del Servicio Informativo, como parte de la mesa de 6 AM Hoy por hoy, en la conducción del programa Planeta Caracol.
En el año 2009 se retira de Caracol Radio. y regresa a RCN Radio, ahora como Directora de contenidos e información. En el año 2012, asume como Directora de Noticias de la Mañana de esta emisora, asumiendo el reto de recuperar la audiencia perdida por este espacio tras la salida de Juan Gossaín y el paso de Francisco Santos